# Vita Christi
La Vita di Cristo (Vita Christi), nota anche come Speculum vitae Christi ("Specchio della vita di Cristo") è l'opera principale di Ludolfo di Sassonia, completata nel 1374.
Il libro non è solo una biografia di Gesù, ma anche una storia, un commentario tratto dai padri della Chiesa, una serie di dissertazioni dogmatiche e morali, istruzioni spirituali, meditazioni e preghiere. Il libro negli anni divenne così popolare da guadagnarsi il titolo di summa evangelica.

## Fonti
Suor Maria Immacolata Bodenstedt menzionava il debito particolare di Ludolfo alle Meditazioni sulla vita di Cristo. La Bodenstedt suggerisce anche come Ludolfo abbia seguito Bonaventura nel metodo visuale delle sue meditazioni.

## Influenza

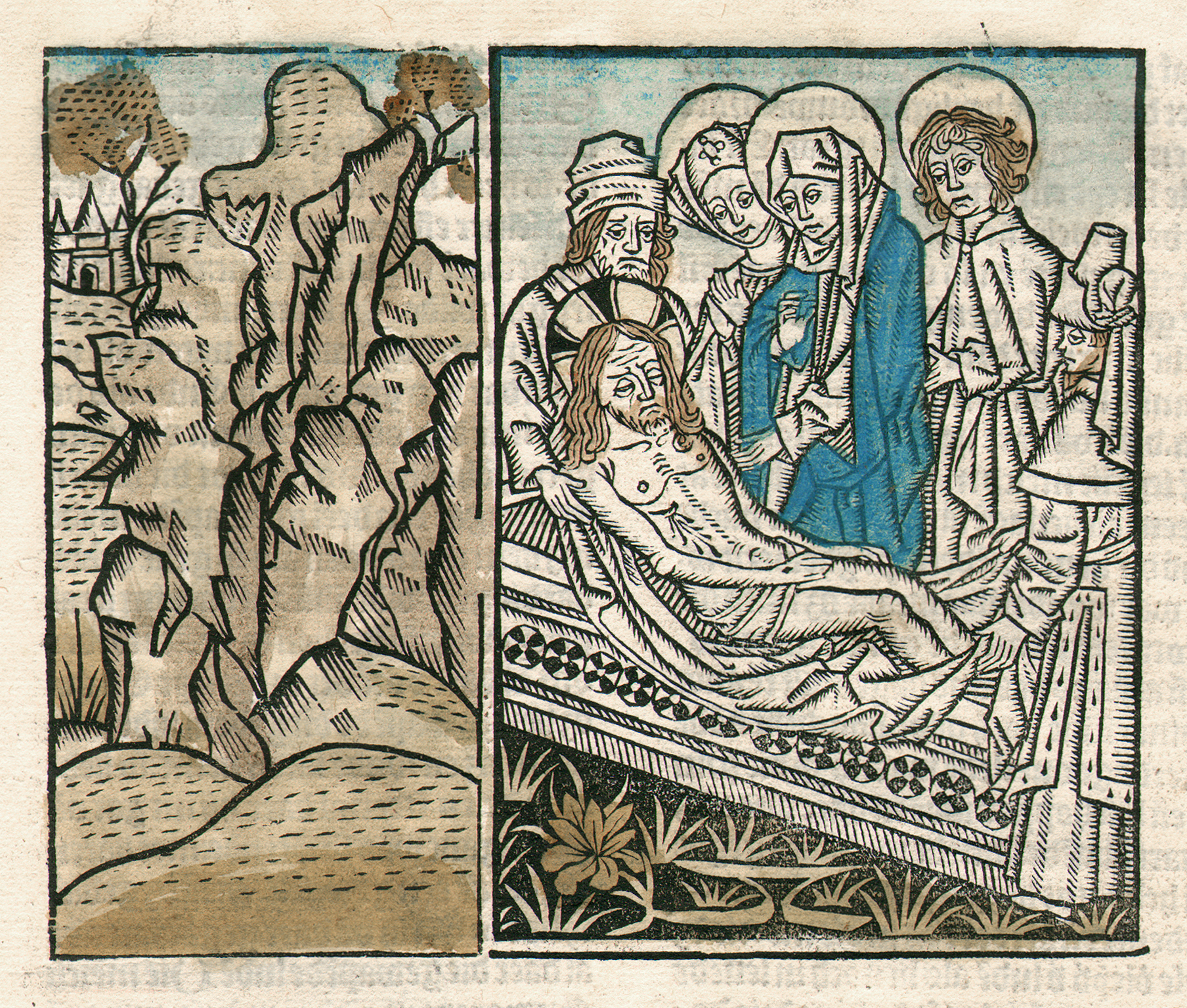
Vita Christi di Ludolfo di Sassonia. Xilografia. 1487.

La grande popolarità della Vita Christi è dimostrata dalle numerose copie manoscritte conservate in biblioteche in tutto il mondo e le innumerevoli edizioni a stampa pubblicate, di cui le prime due edizioni vennero stampate a Strasburgo ed a Colonia nel 1474. L'opera è stata tradotta in catalano (Valencia, 1495), castigliano (Alcala), portoghese (1495), italiano (1570), francese col titolo di "La gran vita di Cristo" (Lione, 1487).
La Vita Christi ha avuto un'influenza significativa nello sviluppo delle tecniche di meditazione cristiana. Per quanto Aelredo di Rievaulx (m. 1167) avesse già introdotto il concetto di immersione e proiezione della propria persona nella scena biblica nel suo De institutione inclusarum e San Bonaventura (m. 1274) avesse tratto notevole ispirazione dalla sua opera per il suo Lignum Vitae, la massiccia opera di Ludolfo (che cita più volte Aelredo) fu il tramite principale tra la Devotio moderna e Sant'Ignazio di Loyola. La Vita di Cristo venne tradotta in spagnolo nel 1502 da Ambrosio Montesino e venne stampata ad Alcala. I metodi di meditazione presenti nella Vita Christi entrarono a far parte profondamente della cultura religiosa spagnola al punto che sia Santa Teresa d'Avila che san Francesco di Sales citeranno più volte l'opera nei loro scritti.

## Influenza su sant'Ignazio di Loyola
Sant'Ignazio di Loyola utilizzò le medesime tecniche di meditazioni presenti nella Vita di Cristo per il suo Esercizi spirituali, riprendendo anche l'autoproiezione nella scena biblica partendo da una conversazione con Cristo al Calvario. La Vita Christi di Ludolfo è menzionata in quasi ogni biografia di Sant'Ignazio il quale, si dice, ebbe modo di leggere l'opera durante il periodo di convalescenza dopo essere stato colpito da una palla di cannone ad una gamba durante l'assedio di Pamplona. Ludolfo proponeva nella sua opera un metodo di preghiera che chiedeva al lettore di visualizzare gli eventi della vita di Cristo (grazie alla semplice contemplazione). Nel suo commentario al vangelo per la festa di santa Maria Maddalena, la storia dove Maria la sorella di Lazzaro si porta alla casa del fariseo dove Gesù sta pranzando, e lava i suoi piedi con le proprie lacrime e li asciuga poi coi suoi capelli, Ludolfo chiede al lettore di vedere (quindi di visualizzare) la scena nella propria mente e quindi di proseguire nella lettura del suo commentario.
Questo è il semplice metodo adottato da Ludolfo nel suo Vita Christi ed in molti dei suoi commentari alle storie del vangelo, fatto che influenzò poi notevolmente gli Esercizi spirituali di Sant'Ignazio di Loyola. Si dice addirittura che Sant'Ignazio desiderassi farsi certosino dopo il suo pellegrinaggio a Gerusalemme, ma sarebbe stato dissuaso da un priore certosino, segno che ancora oggi permane tra i due ordini come legame particolarmente forte.
Secondo lo storico Michael Foss, invece, le influenze di Landolfo sugli Esercizi di Sant'Ignazio sarebbero solo poco rilevanti. Scrivendo di sant'Ignazio, egli riporta come egli, mentre si riprendeva dalla sua ferita, fosse "annoiato, come un uomo d'azione costretto a letto, portato alla disperazione dei volumi poco stimolanti che il castello di Loyola poteva offrire. Trovò così per caso una traduzione castigliana della popolarissima "Vita di Cristo" di un certo Ludolfo di Sassonia, scrittore del XIV secolo."